# جاكسون سميث
جاكسون سميث (بالإنجليزية: Jackson Smith)‏ (مواليد 14 أكتوبر 2001)، هو لاعب كرة قدم إنجليزي، يلعب كحارس مرمى لنادي وولفرهامبتون واندررز.